# Kamome Shirahama
Kamome Shirahama (白浜鴎, Shirahama Kamome) est une mangaka japonaise.

## Biographie
Kamome Shirahama est diplômée du Département de Design de l'Université des arts de Tokyo. En tant qu'illustratrice indépendante , elle a travaillé sur les illustrations pour des comics de DC Comics  et Marvel , notamment, la couverture du volume 1 de Star wars: Doctor Aphra (en) .
Elle débute en 2011 avec l'opus 20 des Fellows! Cover Stories, de courtes histoires apparaissant en ouverture du magazine, avant de prépublier dans le même journal le one shot Ma petite Noire.
Elle entame en 2012 la série Divines : Eniale & Dewiela prépublié dans le magazine Harta.
Depuis 2016, la série L'Atelier des sorciers (Tongari Boushi no Atelier) est prépubliée dans le magazine Monthly Morning Two de l'éditeur Kōdansha. Elle lui vaut en 2020 prix Eisner de la meilleure édition américaine d'une œuvre internationale (Asie), ex-æquo avec Taiyō Matsumoto, et le prix Harvey du meilleur manga.

## Style et inspirations
À rebours de la tendance actuelle, Kamome Shiharama travaille à la plume et à l'encre pour ses dessins. Elle précise utiliser un porte-plume Tachikawa, dont elle écrase la plume pour donner un aspect ancien à ses croquis, et une encre Pilot à séchage rapide. Travaillant à la fois au scénario et au dessin, Shiharama admet créer ses histoires quasiment seule - bien qu'elle puisse avoir recours à deux assistants une semaine avant la date du rendu de ses œuvres.
Née dans une famille d'artistes et ayant suivi des études de design tout en fréquentant assidûment les musées, Kamome Shiharama est très inspirée par plusieurs mouvements artistiques comme l'Art déco, l'Art nouveau et le Surréalisme ainsi que la technique de la gravure. Elle évoque également les films Ghibli, Harry Potter et le Seigneur des anneaux comme référence pour son manga l'Atelier des sorciers.
Du côté des mangas, elle rappelle avoir beaucoup dessiné d'après des publications shojo peu connues en Europe et aux États-Unis, comme la série des Chevaliers d'Alfheim de Seika Nakayama (1983) et Crystal Dragon de Yuuho Ashibe (1981).

## Œuvres
- Ma petite Noire (わたしのクロちゃん, Watashi no Kuro-chan?), Enterbrain, 2011, non traduit.
- Divines : Eniale & Dewiela (エニデヴィ, Eniale & Dewiel?), Enterbrain, 2012 -2015, 3 tomes, édition française Pika Édition.
- L'Atelier des sorciers (とんがり帽子のアトリエ, Tongari Boushi no Atelier?), Kōdansha, depuis 2016, 13 tomes en cours, édition française Pika Édition depuis 2018.
- La Cuisine des Sorciers (とんがり帽子のキッチン, Tongari Bōshi no Kitchin?), avec Hiromi Sato, Kōdansha, depuis 2019, 5 tomes en cours, édition française chez Pika Édition depuis 2021

## Expositions
- 2022 : Exposition de croquis du premier chapitre de l'Atelier des sorciers à la bibliothèque Denis Diderot de Bondy[10].
- 2025 : L'Atelier des sorciers bénéficie d'une exposition lors du 52e Festival international de la bande dessinée d'Angoulême à l'Hôtel Saint-Simon sous le titre L'Atelier des sorciers. La plume enchantée de Kamome Shirahama[11].

### Documentation
- Jérôme Briot, « Les anges aussi s'habillent en Prada », ZOO, no 74,‎ novembre-décembre 2019, p. 38.